# 一星ケミ
一星 ケミ（いちぼし ケミ、1947年8月21日 - ）は、日本の女優である。本名は松下 昭子（まつした あきこ）。1961年（昭和36年）に上京して六本木野獣会に参加、秋山庄太郎に見いだされてモデルとなる。1966年（昭和41年）に女優に転身、成人映画界のトップスターとなった。1973年（昭和48年）に引退した。石井輝男監督の『徳川女系図』（1968年）、あるいは向井寛監督の『暴行少女日記 ♀』（1968年）および『セックス女優残酷史』（1968年）、山本晋也監督の「女湯シリーズ」等の出演で知られる。寺山修司の戯曲『人力飛行機ソロモン』（1970年）のセリフにその名が引用されていることでも知られる。

## 人物・来歴

### 成人映画スターの時代
1947年（昭和22年）8月21日、佐賀県に生まれる。生家は質屋を営んでいた。
『日本映画俳優全集・女優編』（キネマ旬報社）によれば、1961年（昭和36年）に東京に移り、田辺靖雄（1945年 - ）を中心に構成された六本木野獣会に参加、写真家の秋山庄太郎（1920年 - 2003年）にスカウトされてモデルとなった旨の記述があるが、この年には一星は中学二年生、満14歳である。同書、あるいは『芸能人物事典 明治大正昭和』（日外アソシエーツ）には、その前史として「高校卒業後、名古屋の中部日本放送や大阪の劇団創作座などに出演、名古屋の東海テレビに所属したこともある」と記されているが、一星が高等学校を卒業するのは、公称年齢に従う限り、1966年（昭和41年）3月である。モデルとしての一星は、化粧品のマネキン・ガール、日本大学藝術学部写真学科専属モデル、あるいは写真家の松島進（1913年 – 2009年）や稲村隆正（1923年 - 1989年）のモデルを務めたという。秋山門下からは、一星のあとにデビューしたハニー・レーヌも成人映画を中心に映画出演した。
『日本映画俳優全集・女優編』によれば、同年5月に公開された『新妻のあやまち』（監督糸文弘）に主演して女優に転身、成人映画界にデビューしたとされる。日本映画データベースによれば、同作に先行して、同年3月に『石女 うまず女』（監督渡辺護）に出演し「ホステス」役を務めた記録が残っている。一星は『白日夢』（1964年）以降の1966年のデビューであり、『日本映画発達史』の田中純一郎は、同書のなかで黎明期の成人映画界のおもな出演者を挙げているが、一星についての言及はない。「ファニー・フェイスと抜群のプロポーション」をもつ一星は、その後も「チャーミングでセンスのいい現代っ子」として、若松孝二監督の『性の放浪』（1967年）や『真昼の暴行劇』（1970年）、向井寛監督の『淫紋 処女妻姦通』（1967年）や『暴行少女日記 ♀』および『セックス女優残酷史』等の成人映画に登場した。俳優の久保新二の回想によれば、当時、一星は、白川和子や宮下順子らとともに、新宿区に所在した日宝プロダクションに所属していたという。同社は独立系映画製作を中心とした俳優のあっせんのほか、本木荘二郎が品川照二の名で監督した『㊙おさわり専科』（配給関東ムービー配給社、1971年）等の映画製作も行っていた。
独立系プロダクションの作品のほか、1968年（昭和43年）5月1日には、東映京都撮影所が製作、石井輝男が監督、一星が出演して「おさわ」を演じた『徳川女系図』が公開されたが、同作には一星のほか、内田高子、谷ナオミ、火鳥こずえ、辰巳典子、祝真理ら、いわゆる独立系のピンク映画女優が多数出演しており、興行的に成功を収めた。『特別機動捜査隊』等のテレビ映画にもゲスト出演した。。同年3月1日に発行された専門誌『成人映画』第26号（現代工房）では、表紙の女優に選ばれた。
寺山修司が1970年（昭和45年）11月に初演した『市街劇 人力飛行機ソロモン』のなかの長いセリフのなかで「ミック・ジャガーを銭ゲバを一星ケミを飛ばしてやりたい ル・クレジオを銀嶺トルコのみどりをジャイアンツの柴田を飛ぱしてやりたい 都はるみをニジンスキーを三億円犯人を飛ばしてやりたい」とその名が織り込まれた。
山本晋也監督作には『恍惚の泉』（1967年）以来、多く出演していたが、1969年（昭和44年）6月公開の『女湯物語』（製作東京興映、配給新東宝興業）に始まるいわゆる「女湯シリーズ」には、久保新二によれば、シリーズ第2作『続・女湯 番台実話物語』以降、野上正義、白川和子、松浦康、堺勝朗、小島マリおよび久保らとともに、一星もレギュラー陣として出演していたという。私生活では「クスリと酒に溺れた破滅型の女優」であったといい、当時、一星と4年間にわたり同棲していた久保新二によれば、最終的にはたこ八郎と3人暮らしになり、一星がリストカットをくりかえしたため、同居生活が解消になったという。
1973年（昭和48年）3月に公開された『ポルノ公害』（監督山本晋也）を最後に、同年、引退した。引退時には郷里から親が一星を引き取りに来て、同居していたたこ八郎のプロボクサー時代のチャンピオンベルトまで持って行ってしまったのだという。以降の消息は不明である。

### 再評価
2002年（平成14年）11月22日に山形ドキュメンタリーフィルムライブラリー試写室で行なわれた金曜上映会「忘れ去られた映画史・序章」の特集上映で、主演作『暴行少女日記 ♀』（監督向井寛）が85分ヴァージョンで上映された。2009年（平成21年）3月14日 - 同年5月15日にラピュタ阿佐ヶ谷で行なわれた「60年代まぼろしの官能女優たち」の特集上映で、助演作『淫紋 処女妻姦通』（監督向井寛、同年3月14日 - 同20日）、『暴行少女日記 ♀』（同年4月11日 - 同17日）がそれぞれ16mmフィルムヴァージョンで上映された。2011年（平成23年）5月14日 - 同年7月15日に同館で行われた「60年代まぼろしの官能女優たちII」の特集上映で、主演作『セックス女優残酷史』（監督向井寛）が上映された。同年9月18日 - 同19日に神戸映画資料館で行われた「第二の伝説 知られざる若松孝二」特集上映で、助演作『真昼の暴行劇』が上映された。同年10月23日 - 同24日に同館で行われた「第三の伝説 追憶 向井寛の世界」特集上映でも、『暴行少女日記 ♀』および『セックス女優残酷史』が上映された。2013年（平成25年）2月8日 - 同11日に同館で行われた「ピンク映画50周年 特別上映会 映画監督・渡辺護の時代」の特集上映で、主演作『三日三晩裏表』（監督東元薫）が16mmフィルムヴァージョンで上映された。前年の2012年（平成24年）に銀座シネパトスで行われた「ピンク映画50周年記念特別上映」では、同年8月31日 - 同年9月1日に助演作『女湯・女湯・女湯』（監督山本晋也）が16mmフィルムヴァージョンで上映された。
東京国立近代美術館フィルムセンターは、2014年（平成26年）現在、一星の出演作12本を所蔵している。

## フィルモグラフィ
クレジットはすべて「出演」である。東京国立近代美術館フィルムセンター（NFC）あるいは山形ドキュメンタリーフィルムライブラリー（YIDFF）等の所蔵・現存状況についても記す。

### 1966年
- 『石女 うまず女』[27]（『うまず女』[5][8]） : 製作斎藤邦唯、監督渡辺護、主演丘百合子・香取環、製作扇映画、配給大蔵映画、1966年3月公開（成人映画・映倫番号 14423） - 「ホステス」役
- 『新妻のあやまち』 : 監督糸文弘、製作LL企画（オスカープロモーション）、配給関東ムービー配給社、1966年5月10日公開（成人映画・映倫番号 14472） - 「波江」役（主演）

### 1967年
- 『色の手配師』 : 製作矢元照雄、監督山下治、主演藤ひろ子・観世亜紀、製作青年群像、配給国映、1967年3月公開（成人映画・映倫番号 不明）
- 『不毛の愛欲』 : 製作・脚本小諸次郎、企画津島友孝、監督山下治、主演観世亜紀、製作青年群像、配給関東映配、1967年5月9日公開（成人映画・映倫番号 14928） - 「菊代の妹」役
- 『女子寮』 : 監督向井寛、主演白川和子・左京未知子、製作日本芸術協会、配給関東ムービー配給社、1967年5月16日公開（成人映画・映倫番号 14905） - 「きみよ」役
- 『恍惚の泉』 : 監督山本晋也、製作関東映配、1967年6月24日公開（成人映画・映倫番号 14970） - 「原口の娘・みやこ」役[32]
- 『いろの道づれ（英語版）』 : 企画・製作江戸川実、監督向井寛、主演左京未知子、製作東京第一フィルム、配給六邦映画、1967年7月2日公開（成人映画・映倫番号 14950） - 「ホステス」役[32]、70分の上映用プリントをNFCが所蔵[4]
- 『完全なるけっこん』 : 監督山本晋也、製作東京興映、1967年7月2日公開（成人映画・映倫番号 14948）
- 『女の媚態』 : 製作向井寛、監督山本晋也、共演藤ひろ子・檜みどり、製作日本芸術協会、配給関東ムービー配給社、1967年7月11日公開（成人映画・映倫番号 15003）
- 『女体蒸発』 : 監督福田晴一、主演泉ユリ、製作・配給日本シネマ、1967年7月18日公開（成人映画・映倫番号 14993）
- 『日本暴行暗黒史 異常者の血』 : 製作・企画・監督若松孝二、脚本出口出、製作若松プロダクション、1967年7月公開（成人映画・映倫番号 不明）
- 『激しい交歓』 : 製作松田武美、監督東元薫、主演松井康子、製作・配給日映企画、1967年8月公開（成人映画・映倫番号 不明）
- 『夜のただれ』 : 企画千葉実、監督山本晋也、脚本五代斗志夫、主演林美樹、製作・配給日本シネマ、1967年9月2日公開（成人映画・映倫番号 15018） - 出演、58分の上映用プリントをNFCが所蔵[4][26]
- 『異常体験白書 女体整形』（『女体整形』[5]） : 監督向井寛、主演仲小路慧理、製作国映、1967年9月4日公開（成人映画・映倫番号 15070）
- 『性の放浪』 : 企画・製作・監督若松孝二、主演水城リカ、製作若松プロダクション、配給日本シネマ、1967年9月12日公開（成人映画・映倫番号 14979） - 出演、57分の上映用プリントをNFCが所蔵[4]
- 『強烈な…青い穴』 : 企画・製作上松宗夫、監督東元薫、主演水城リカ、製作・配給日映企画、1967年9月公開（成人映画・映倫番号 不明）
- 『恥ずかしい技巧』（『恥かしい技巧』[5][8]） : 監督向井寛、主演水城リカ、製作日本芸術協会、配給関東ムービー配給社、1967年9月19日公開（成人映画・映倫番号 15031）
- 『女の取引』 : 監督片岡均、主演加賀奈織美、製作光映画、配給関東ムービー配給社、1967年9月26日公開（成人映画・映倫番号 15037） - 「ゆきえ」役[32]
- 『狂ったいとなみ』 : 監督佐々木元、主演津崎公平、製作東京芸術映画協会、配給関東ムービー配給社、1967年10月13日公開（成人映画・映倫番号 15089） - 「恵子」役[32]、70分の16mmフィルム版上映用プリントをデジタル・ミームが所蔵[33]
- 『穴』 : 監督沢賢介、主演美矢かほる、製作サワプロダクション、配給アジアフイルムズ、1967年12月19日公開（成人映画・映倫番号 15143）
- 『淫紋 処女妻姦通』 : 監督向井寛、主演内田高子、製作日本芸術協会、配給不明、1967年公開（成人映画・映倫番号 不明） - 「義弟の恋人」役[32]、76分の16mmフィルム版上映用プリントが現存[11]、『淫紋』の題でVHS発売

### 1968年
- 『蒼いフィルム 品さだめ（英語版）』 : 監督向井寛、主演渚マリ、製作日本芸術協会、1968年3月公開（成人映画・映倫番号 15287）
- 『極秘 女拷問（英語版）』 : 監督小森白、主演谷ナオミ、製作東京興映、配給新東宝興業、1968年4月公開（成人映画・映倫番号 15348）
- 『急所攻め』 : 監督向井寛、製作上松プロダクション、配給東京興映、1968年4月公開（成人映画・映倫番号 15322） - 主演
- 『徳川女系図』 : 企画岡田茂・天尾完次、監督石井輝男、製作東映京都撮影所、配給東映、1968年5月1日公開（成人映画・映倫番号 15264） - 「おさわ」役、東映チャンネルが放映[34]・東映ビデオがDVD化[35]
- 『不毛』 : 監督福岡ゆたか、製作シネフロント、1968年5月審査・公開（成人映画・映倫番号 不明） - 主演[30]
- 『暴行少女日記 ♀』（メス） : 監督向井寛、製作向井プロダクション、1968年7月公開（成人映画・映倫番号 15360） - 主演、80分の16mmフィルム版上映用プリントが現存[11]・85分の上映用プリントをYIDFFが所蔵[24]
- 『0の陰獣 日本性犯罪史』（『0の陰獣』[5]） : 監督早坂絋、製作青年群像、配給不明、1968年7月公開（成人映画・映倫番号 15413） - 主演
- 『セックス女優残酷史』 : 監督向井寛、製作日本芸術協会、配給ミリオンフィルム、1968年9月公開（成人映画・映倫番号 15452） - 主演、76分の16mmフィルム版上映用プリントが現存[11]
- 『色情診断』 : 製作有馬猛、監督片岡均、主演橘桂子、製作光映画、配給大蔵映画、1968年9月公開（成人映画・映倫番号 15527） - 「ユミ」役
- 『妊娠・分娩・中絶』（『妊娠分娩中絶』） : 監督山本晋也、製作東京興映、配給新東宝興業、1968年12月公開（成人映画・映倫番号 15596） - 主演[30]
- 『柔肌の手なぐさみ』 : 監督松原次郎、製作シネフロント、1968年公開（成人映画・映倫番号 不明） - 主演
- 『猟色の罠』 : 企画・監督・脚本木俣堯喬、製作プロダクション鷹、1968年公開（成人映画・映倫番号 不明） - 「吉川愛子」役（主演）、上映用プリントをNFCが所蔵[26]
- 『回春部屋卍』[30]（『回春部屋』[4]『回春部屋＋』[8]） : 企画・製作田岡勉、監督渡辺護、製作・配給中央映画、1968年公開（成人映画・映倫番号 不明） - 主演、70分の上映用プリントをNFCが所蔵[4]

### 1969年
- 『三日三晩裏表』 : 監督東元薫、製作上松プロダクション、1969年1月公開（成人映画・映倫番号 15612） - 主演、63分の16mmフィルム版上映用プリントが現存[14]
- 『好色坊主 四十八手斬り』（『好色坊主四八十手斬り』[8]『好色坊主48手斬り』[5]） : 監督東元薫、主演酒巻輝男、製作上松プロダクション、配給日映、1969年1月公開（成人映画・映倫番号 15694）
- 『おいろけ天使』 : 監督・脚本西原儀一、主演香取環、製作・配給葵映画、1969年2月公開（成人映画・映倫番号 15677）
- 『悶え狂い』 : 企画・製作上松宗夫、監督佐々木元、原案松田武美、製作上松プロダクション、1969年2月公開（成人映画・映倫番号 15712） - 主演
- 『暴露日記 情欲の季節』（『情欲の季節』[5]） : 監督向井寛、製作日本芸術協会、配給ミリオンフィルム、1969年3月公開（成人映画・映倫番号 15776） - 主演
- 『性鬼』 : 監督沢賢介、製作サワプロダクション、1969年3月公開（成人映画・映倫番号 15762） - 主演
- 『魔性の夜』 : 監督酒匂真直、製作プロモーション企画、配給不明、1969年5月公開（成人映画・映倫番号 15854） - 「岩下リエ」役（主演）
- 『ためいき』 : 製作上松宗夫、企画松田武美、監督林新一郎、製作上松プロダクション、配給日映、1969年6月公開（成人映画・映倫番号 15863） - 主演
- 『痴漢魔』 : 監督奥脇敏夫、製作・配給ワールド映画、1969年6月公開（成人映画・映倫番号 15917）
- 『恥かしめ』 : 監督萩原遼、製作東京興映、配給新東宝興業、1969年6月30日審査・7月公開（成人映画・映倫番号 15956） - 主演、上映用プリントをNFCが所蔵[26]
- 『女子学生の記録 気絶』 : 製作上松宗夫、企画松田武美、監督村上伸、主演田代ユリ、製作・配給日映、1969年7月17日審査・公開（成人映画・映倫番号 不明）
- 『家出娘』 : 監督橘明、製作東京興映（共同ビデオプロダクション[29]）、配給新東宝興業、1969年7月16日審査・8月公開（成人映画・映倫番号 15979） - 主演
- 『好色 きんちゃく切りの女』[30]（『きんちゃく切りの女』[5]） : 企画・製作菜穂俊一、監督奥脇敏夫、製作・配給ワールド映画、1969年7月7日審査・公開（成人映画・映倫番号 15975） - 主演[30]、70分版が現存
- 『恍惚の匂い』 : 監督梅沢薫、製作朝倉プロダクション、配給国映、1969年9月6日審査・公開（成人映画・映倫番号 不明） - 主演
- 『日本性風俗史 無理心中』 : 監督向井寛、製作朝倉プロダクション、配給国映、1969年9月公開（成人映画・映倫番号 15512） - 「八重」役
- 『絶倫の報酬』 : 監督沢賢介、製作サワプロダクション、1969年11月12日審査・公開（成人映画・映倫番号 不明） - 主演
- 『卍四十九手』[28][30]（『十四十八手』[8]） : 監督向井寛、製作日本芸術協会、1969年公開（成人映画・映倫番号 不明） - 主演
- 『続・女湯 番台実話物語』 : 監督山本晋也、製作東京興映、1969年12月29日審査・公開（成人映画・映倫番号 不明）

### 1970年
- 『浮世院参り』[30] : 監督橘明、製作東京興映、配給新東宝興業、1969年12月3日審査・1970年公開（成人映画・映倫番号 不明） - 主演、上映用プリントをNFCが所蔵[26]
- 『真昼の暴行劇』 : 企画・製作・監督若松孝二、脚本出口出、主演芦川絵里、製作若松プロダクション、配給日本シネマ、1970年3月16日審査・公開（成人映画・映倫番号 16282） - 「花世」役、67分の上映用プリントをNFCが所蔵[4]
- 『色と穴と銭』 : 監督早坂絋、製作青春群像、配給ミリオンフィルム、1970年4月7日審査・公開（成人映画・映倫番号 16323）
- 『㊙女の火遊び』（『女の火遊び』） : 監督梅沢薫、製作・配給日本シネマ、1970年4月22日審査・公開（成人映画・映倫番号 16334）
- 『凌辱の谷間』 : 監督木俣堯喬、製作プロダクション鷹、配給大蔵映画、1970年4月24日審査・公開（成人映画・映倫番号 不明） - 主演[30]
- 『男を誘う肌』 : 監督宗豊、主演佐原知美、製作・配給葵映画、1970年5月12日審査・公開（4月公開とも[8]、成人映画・映倫番号 不明）
- 『女高生情婦』 : 監督志賀隆、製作東京興映、1970年6月16日審査・公開（成人映画・映倫番号 不明） - 主演[30]
- 『女湯・女湯・女湯』 : 監督山本晋也、製作東京興映、配給新東宝興業、1970年6月29日審査・公開（成人映画・映倫番号 不明） - 出演、77分の16mmフィルム版上映用プリントが現存[25]
- 『牝猫ゲバルト』 : 監督木俣堯喬、脚本和泉聖治、製作プロダクション鷹、配給ミリオンフィルム、1970年8月27日審査・10月公開（成人映画・映倫番号 16475） - 主演、68分の上映用プリントをNFCが所蔵[4]

### 1971年 - 1973年
- 『御存知女湯 のぞいてのぞいて大作戦』[1][29]（『のぞいてのぞいて大作戦』[5][8]） : 監督山本晋也、製作東京興映、1970年12月28日審査・1971年1月公開（成人映画・映倫番号 16629）
- 『セックス・ゲリラ』 : 監督佐々木元（稲尾実とも）、製作21世紀プロダクション、配給大東映画、1972年1月19日審査・2月公開（成人映画・映倫番号 17077） - 主演[30]
- 『処女群盗伝』 : 企画江戸川実、製作・監督向井寛、主演真湖道代、製作向井プロダクション（JAA）、配給ミリオンフィルム、1971年4月30日審査・公開（成人映画・映倫番号 16760） - 「五月」役、65分の上映用プリントをNFCが所蔵[4]
- 『エロ事師の愛戯』 : 監督品川照二、製作・配給大蔵映画、1971年6月10日審査・7月公開（成人映画・映倫番号 16826） - 主演
- 『無軌道娘 性教育肌合せ』（『無軌道娘 性教育肌合わせ』[29]『性教育肌あわせ』[5][8]） : 監督佐々木元、共演杉村久美、製作・配給ワールド映画、1971年6月22日審査・7月公開（成人映画・映倫番号 16836） - 主演
- 『性魔』 : 監督武田有生、製作民映プロダクション、配給大蔵映画、1971年8月25日審査・公開（成人映画・映倫番号 16885） - 主演
- 『夜の訪問者 のぞき魔』[4]（『のぞき魔』[5][8] 改題『痴漢変態魔』[8]） : 監督・脚本山本晋也、主演真湖道代、製作東京興映、1971年11月10日審査・公開（成人映画・映倫番号 16963） - 出演、65分の上映用プリントをNFCが所蔵[4]
- 『盗まれたSEX』 : 企画・製作槙直樹、監督・脚本加奈沢史郎、製作槙プロダクション、配給不明、1971年公開（成人映画・映倫番号 不明） - 「山本京子」役、69分の上映用プリントをNFCが所蔵[4]
- 『ポルノ公害』 : 監督山本晋也、製作東京興映、1973年3月公開（成人映画・映倫番号 17532）

## ビブリオグラフィ
国立国会図書館蔵書等にみる書誌である。
- 「初夏を魅了するグラマースターオンパレード」清水世津・工藤那美・谷ナオミ・美矢かほる・真湖道代・山吹ゆかり・一星ケミ・観世亜紀・達見典子・加山恵子 : 『成人映画』通巻第17号所収、現代工房、1967年5月1日発行
- 『成人映画』通巻第18号、現代工房、1967年6月1日発行
- グラビア : 『別冊近代映画 特選グラマー第4集』昭和42年12月号所収、近代映画社、1967年12月発行
- 『別冊 近代映画』昭和43年6月号、近代映画社、1968年6月発行 - 裏表紙
- グラビア : 『キューティー画報』昭和44年1月号所収、檸檬社、1969年1月発行
- 『成人映画』通巻第26号、現代工房、1968年3月1日発行 - 表紙
- 「ワイド特集 ピンク映画女優の世界」桂奈美・一星ケミ・白川和子・小島マリ : 『Pocketパンチ Oh!』昭和45年3月号所収、平凡出版、1970年3月発行
- 「ピンク・スター・ビッグ6」一星ケミ・佐原知美・英美枝・小桜ミミほか : 『ポケットガーリー』11月特大号所収、辰巳出版、1970年11月発行
- 「目で見る履歴書 一星ケミの全て」 : 『映画エロチカ封切館 PINKY』昭和46年6月号所収、東京三世社、1971年6月発行
- 「ピンクスターをずばりまるハダカにする 素顔の徹底解剖!」杉村久美・一星ケミ・港雄一ほか : 『Miniエロチカ』昭和46年8月創刊号所収、檸檬社、1971年8月発行
- 「KISS MISS PINKY」祝真理・瀬川ルミ・杉村久美・真湖道代・朝美映子・一星ケミ・青山美沙・空井みずほ : 『映画エロチカ封切館 PINKY』昭和46年8月号所収、東京三世社、1971年8月発行
- 「セクシー・ファッション」霧原ゆか・秋津公子・日原映子・滝良美・真湖道代・浅川洋子・塩瀬夕子・一星ケミ : 『映画エロチカ封切館 PINKY』昭和47年2月号所収、東京三世社、1972年2月発行
- 「ポルノ最前線の花形」一星ケミ・白川和子・谷ナオミほか : 『パンチあるCOMPA ピンク映画の世界』・『スクリーン・ワールド』昭和47年3月増刊号所収、辰巳出版、1972年3月発行
- 「二度と脱がない女優達」高見由紀・一星ケミ・谷身知子・瀬川ルミ : 『映画エロトピア CINEMA SPOT』4月号所収、サン出版、1975年4月発行